# Робин Гуд и торговцы
Робин Гуд и торговцы (англ. Robin Hood and the Pedlars, Child 137, Roud 3987) — баллада английского происхождения, входящая в корпус историй, повествующих о Робин Гуде. Она содержится в манускрипте, считающимся имитацией, созданной в XIX веке. В нём содержатся и фрагменты, вполне вероятно датируемые серединой XVII столетия, но эта баллада, по единодушному мнению исследователей, является одной из подделок, написанной, вероятно, каким-нибудь антикваром в начале века. Роберт Уолтц, иллюстрируя это, замечает, что, читая балладу, чувствует стиль, схожий с творчеством Эдварда Лира.

## Сюжет
Робин Гуд, Маленький Джон и Уилл Скарлет прогуливаются по Шервудскому лесу. На дороге они встречают троих ярмарочных торговцев с поклажей, направляющихся в Ноттингем, каждый из которых держит в руках по дубовому посоху. Робин предлагает им остановиться и отдохнуть, намереваясь осмотреть содержимое их заплечных мешков. Те отклоняют предложение — тогда предводитель стрелков называет их разбойниками, но и это не вызывает реакции. Выстрелом Робин пронзает мешок последнего из путников, оцарапав тому спину. Торговцы сбрасывают поклажу и вступают в схватку трое на трое, первыми же ударами сломав Робину лук. После продолжительного боя один из путников, по имени Кит из Тирска (Kit o Thirske), наносит Робину удар в голову, от которого тот падает навзничь. Уилл и Джон думают, что их предводитель убит. Кит говорит, что надеется на лучшее, и что это будет Робину уроком, а затем вливает тому в рот бальзам, который, по его словам, должен помочь. Торговцы удаляются, а через некоторое время бальзам действует, и Робина выворачивает прямо на лица склонившихся над ним соратников. Баллада завершается предостережением не ввязываться в противостояние с теми, кто сильнее
.
Джон Мэтью Гатч отмечает, что финальный эпизод мог быть заимствован из «Дон Кихота». Найт и Олгрен указывают, что подобный примитивный юмор и лёгкий нарратив позволяли читателю XIX века возвысить себя социально приемлемым способом.